# لويس سوبرينيو
لويس سوبرينيو (بالبرتغالية: Luís Sobrinho‏) (مواليد 5 مايو 1961) هو لاعب كرة قدم. يلعب مع منتخب البرتغال لكرة القدم. سبق له أن لعب في كأس العالم لكرة القدم مع منتخب بلاده.

## روابط خارجية
- لويس سوبرينيو على موقع الاتحاد الدولي (مؤرشف)  (الإنجليزية)
- لويس سوبرينيو على موقع قاعدة بيانات كرة القدم.إي يو (الإنجليزية)
- لويس سوبرينيو على موقع ناشيونال فوتبول تيمز (الإنجليزية)